# The Gondoliers (Operette)
The Gondoliers or, The King of Barataria (Die Gondolieri oder Der König von Barataria) ist eine Operette des Komponisten Arthur Sullivan und des Librettisten W. S. Gilbert. Die Uraufführung war am 7. Dezember 1889 im Savoy Theatre, bis zum 30. Juni 1891 gab es 551 Vorstellungen. Die Operette war die zwölfte in der Zusammenarbeit von Gilbert und Sullivan und deren letzter großer gemeinsamer Erfolg.

## Inhalt

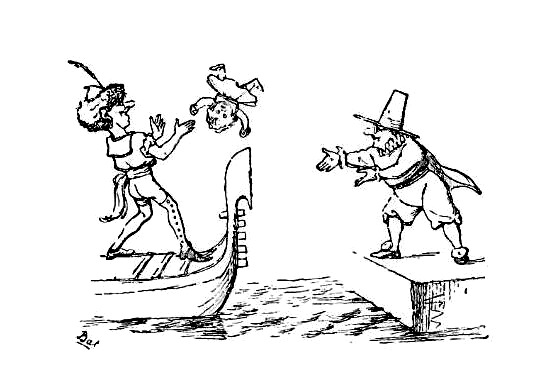
Szene aus der „Vorgeschichte“ in: W. S. Gilbert The highly respectable Gondolier (1890)

The Gondoliers wurde als Liebes- und Verwechslungskomödie geschrieben, die fernab von England angesiedelt ist, damit die Autoren die monarchischen Strukturen im Heimatland unzensiert kritisieren konnten.

### Erster Akt
Auf einem Platz in Venedig.
Die frisch vermählten Gondolieri Marco und Giuseppe Palmieri erfahren vom venezianischen Großinquisitor Don Alhambra, dass einer von ihnen der einzige Sohn des unlängst verstorbenen Königs von Barataria ist. Der Königssohn war als Kleinkind einem Gondoliere anvertraut worden, der ihn bald nicht mehr vom eigenen gleichaltrigen Sohn unterscheiden konnte. Die beiden sollen nun zunächst gemeinsam die verwaiste Regentschaft in Barataria antreten, bis geklärt ist, wer von ihnen der rechtmäßige König ist.
Der Herzog von Plaza-Toro, seine Gattin, die Tochter Casilda und der Diener Luiz kommen aus Spanien in Venedig an. Casilda war als Kleinkind mit dem gleichaltrigen Prinzen von Barataria vermählt worden, der jetzt hier gesucht wird, um die Ehe zu vollenden. Casilda liebt aber den Diener Luiz, der ihr erzählt, dass seine Mutter Inez die Amme des königlichen Babys war.
Die Bräute Tessa und Gianetta der beiden Gondolieri sind betrübt, dass ihre Männer sie verlassen sollen, und trösten sich mit der Aussicht, dass eine von ihnen dann ja eine Königin werde.

### Zweiter Akt
Im Palast von Barataria, etwa drei Monate später.
Marco und Giuseppe sitzen als Prinzen ausstaffiert auf zwei Thronen und beginnen auf ihre Weise zu regieren (the Monarchy has been re-modelled on Republican principles). Die Hofämter haben sie an die mitgereisten Kollegen vergeben, was Don Alhambra mit dem Satz When every one is somebodee, Then no one’s anybody! kritisiert.
Sie vermissen ihre Frauen, die ihnen aber jetzt nachgereist sind. Auch die Familie des Herzogs erscheint in Barataria. Don Alhambra klärt die beiden Thronprätendenten und ihre Bräute auf, dass der wirkliche Prinz bereits mit Casilda verheiratet sei, was die Verwirrung noch steigert, auch Rechenkünste, dass zwei Männer jetzt mit drei Frauen verheiratet seien, trösten nicht. Schließlich verkündet Inez, dass der echte Königssohn der Diener Luiz ist. Unter allgemeinem Jubel krönt Luiz seine Braut Casilda.

## Musiknummern
- Ouvertüre

Erster Akt
- Chor und Soli: List and learn
- Duke, Duchess, Casilda und Luiz: From the sunny Spanish Shore
- Duke: In enterprise of martial kind
- Casilda und Luiz: O rapture, when alone together
- Casilda und Luiz: There was a time
- Don Alhambra: I stole the Prince
- Casilda und Don Alhambra: But, bless my heart
- Duke, Duchess, Casilda, Luiz und Don Alhambra: Try we life-long
- Chor und Tessa: Bridegroom and Bride … When a merry maiden marries
- Gianetta: Kind sir, you cannot have the heart
- Marco, Giuseppe, Gianetta, Tessa: Then one of us will be a Queen

Zweiter Akt
- Chor: Of happiness the very pith
- Giuseppe und Chorus: Rising early in the morning
- Marco: Take a pair of sparkling eyes
- Soli und Chor: Here we are at the risk of our lives
- Chor (Tanz): Dance a Cachucha
- Don Alhambra: There lived a king
- Marco, Giuseppe, Gianetta und Tessa: In a contemplative fashion
- Chor: With ducal pomp
- Duchess: On the day when I was wedded
- Duke und Duchess: To help unhappy commoners
- Duke, Duchess, Casilda, Marco und Giuseppe: I am a courtier grave and serious
- Marco, Giuseppe, Casilda, Tessa und Gianetta: Here is a case unprecedented …
- Finale: Now let the loyal lieges gather round

## Tonträger
Die Operette wurde 1927 erstmals von Harry Norris auf Tonträger aufgenommen. Sie wurde danach wiederholt eingespielt.
Die Operette wurde seit den 1960er Jahren wiederholt verfilmt.